# 푸자오현
푸자오현(베트남어: Huyện Phú Giáo / 縣富教)은 베트남 남동부 지방 빈즈엉성의 현이다.

## 행정 구역
푸자오현은 1시진, 9사를 관할하고 있다.

### 시진
- 프억빈 시진 (Thị trấn Phước Vĩnh, 福永市鎭)

### 사
- 안빈 사 (Xã An Bình, 安平社)
- 안린 사 (Xã An Linh, 安靈社)
- 안롱 사 (Xã An Long, 安隆社)
- 안타이 사 (Xã An Thái, 安泰社)
- 프억호아 사 (Xã Phước Hoa, 福華社)
- 프억상 사 (Xã Phước Sang, 福廊社)
- 땀럽 사 (Xã Tam Lập, 三立社)
- 떤히엡 사 (Xã Tân Hiệp, 新協社)
- 떤롱 사 (Xã Tân Long, 新隆社)